# Imiek
Imiek (ros. Имек) – wieś (sieło) w Rosji, w Chakasji, w rejonie tasztypskim. W 2010 liczyła 1260 mieszkańców.